# Юрковцы (Могилёв-Подольский район)
Юрковцы́ (укр. Юрківці) — село в Могилёв-Подольском районе Винницкой области Украины.

## История
Селение Могилёвского уезда Подольской губернии Российской империи.
В мае 1995 года Кабинет министров Украины утвердил решение о приватизации находившегося здесь карьероуправления.
Население по переписи 2001 года составляло 1523 человека.
В ноябре 2009 года было возбуждено дело о банкротстве находившегося здесь спиртзавода.

## Транспорт

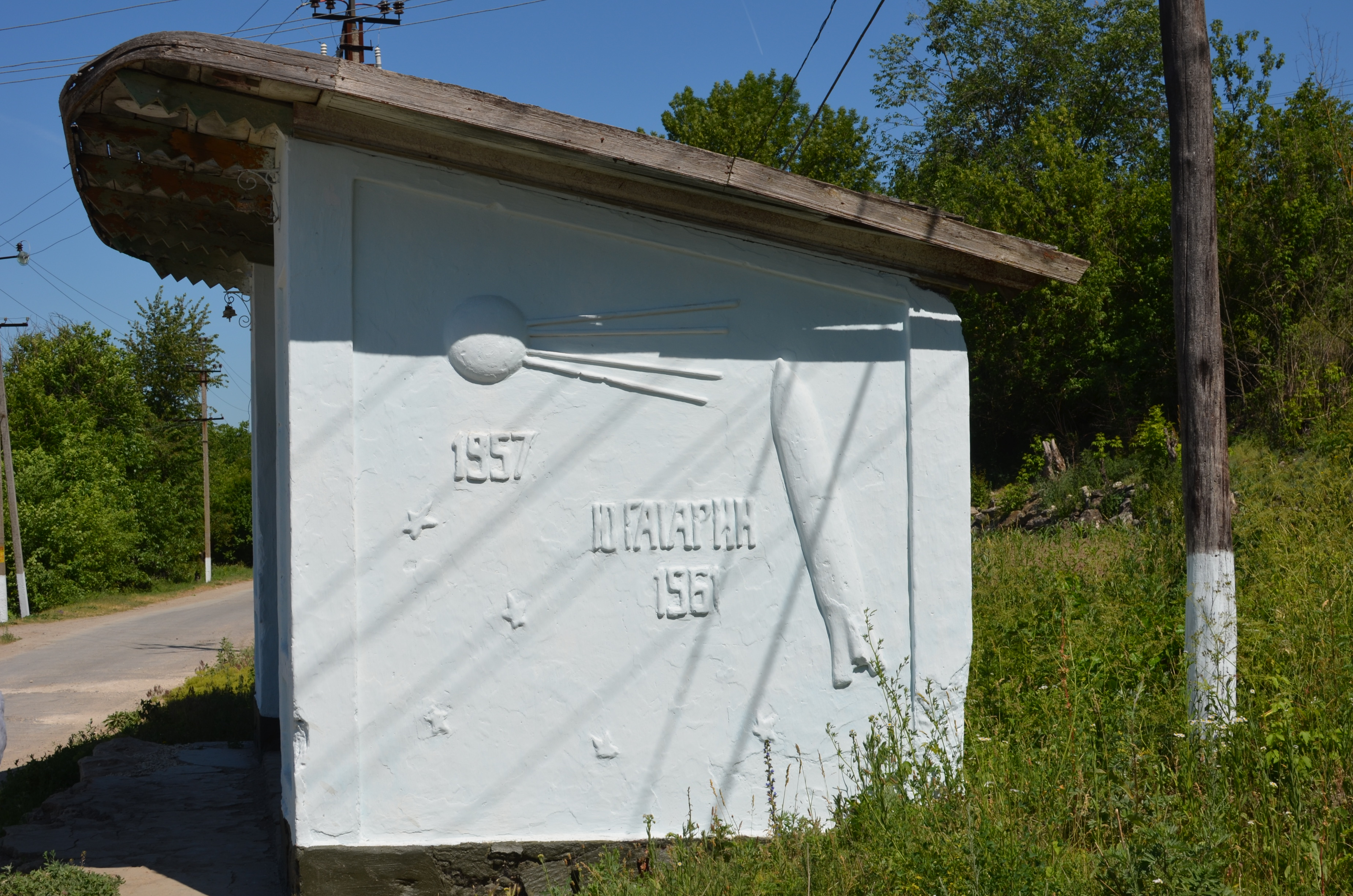
автобусная остановка (июнь 2015 года)

- автобусная остановка

## Религия
В селе действует Свято-Михайловский храм Могилёв-Подольского благочиния Могилёв-Подольской епархии Украинской православной церкви.

## Адрес местного совета
24040, Могилёв-Подольский р-н, с. Юрковцы, ул. Ленина, № 245